# Glen Affric

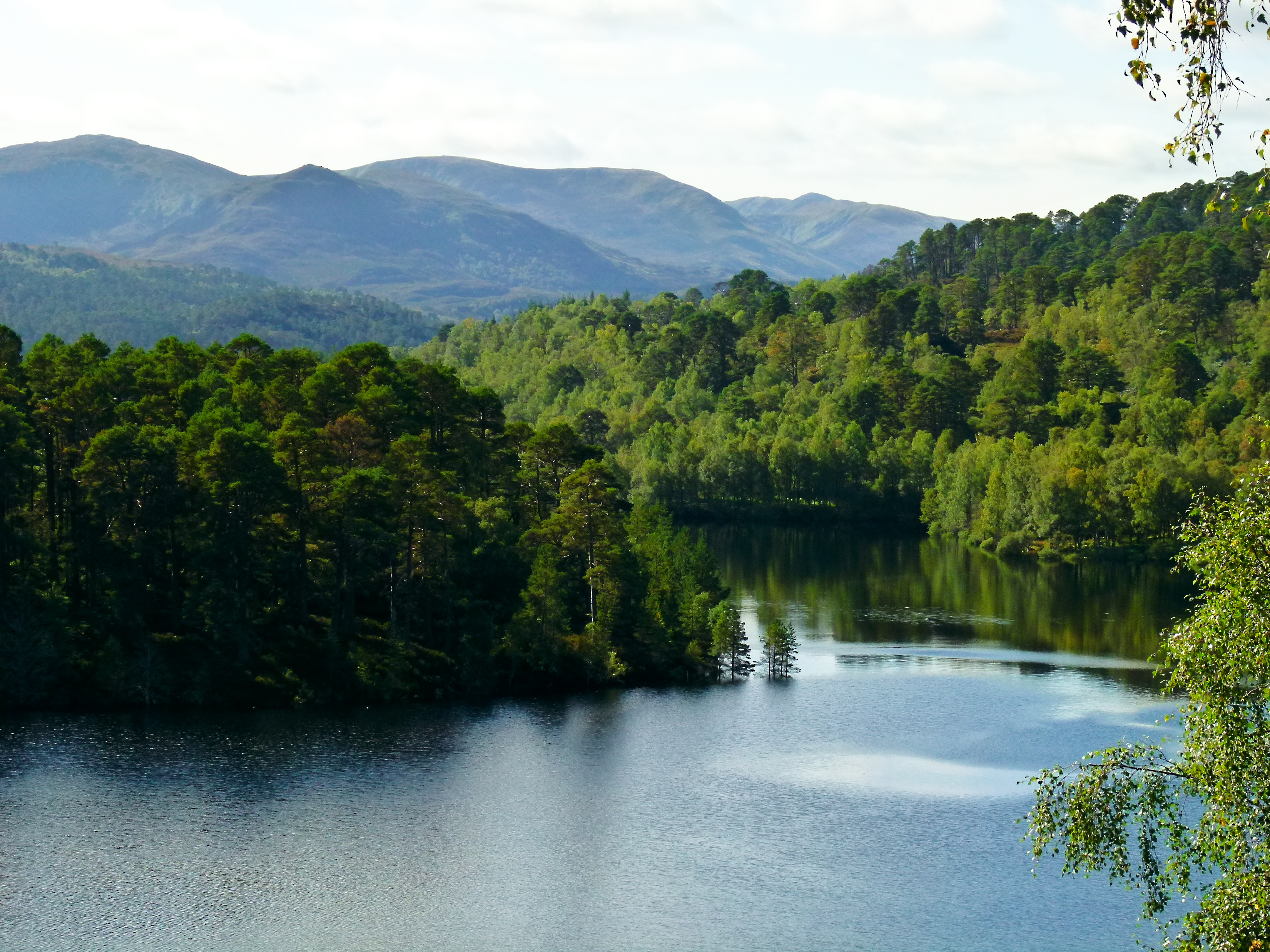
Loch Beinn a' Mheadhoin

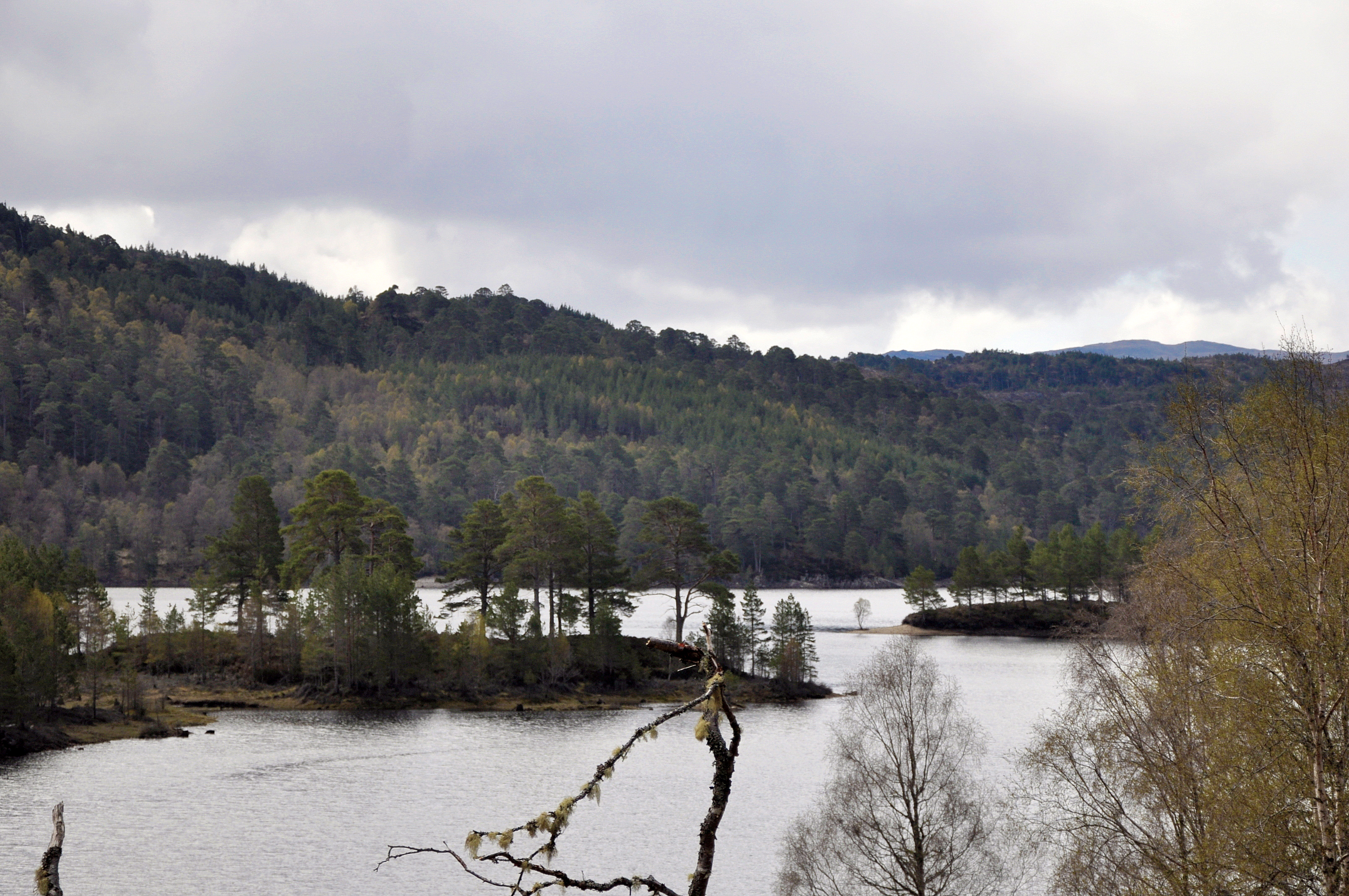
Glen Affric met Loch Beinn a' Mheadhoin

Glen Affric is een glen ten zuidwesten van de plaats Cannich in het Schotse Highland. De vallei ligt ongeveer 24 km ten westen van Loch Ness. Glen Affric wordt als een van Schotlands mooiste locaties beschouwd. In de vallei liggen Loch Affric en Loch Beinn a' Mheadhoin (Loch Benevean). Het was vroeger het thuisland van de clan Chisholm.
Het grootste nog resterende deel van het oude Caledonische woud is hier bewaard gebleven, andere restanten liggen in Rannoch Moor. Vanaf het zuidelijk deel van de smalle weg die door Glen Affric voert, is de Sgurr na Lapaich te zien, 1150 m hoog, een uitloper van Càrn Eige, de hoogste berg van Noord-Schotland en 1183 m hoog.

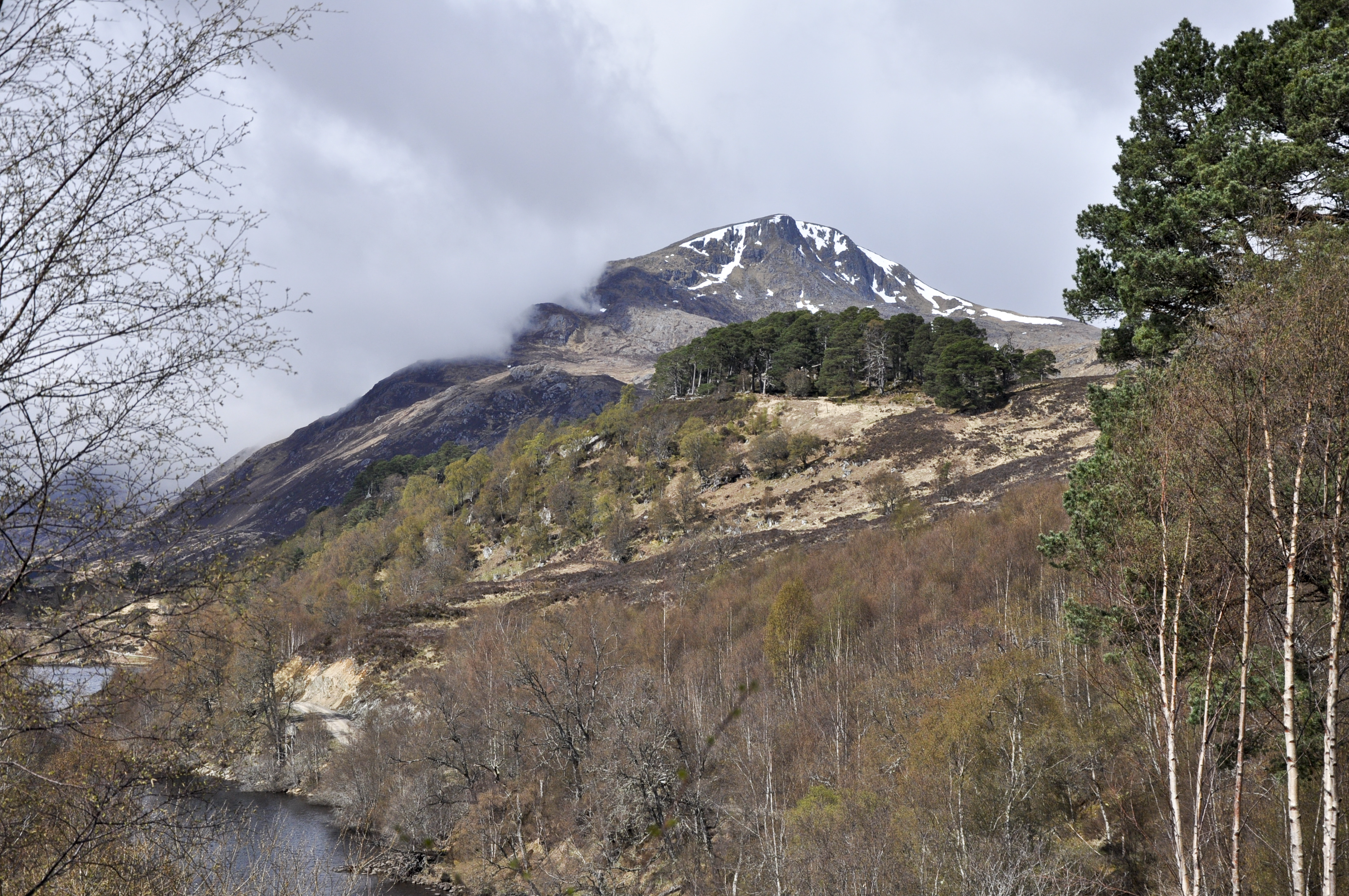
Sgùrr na Lapaich
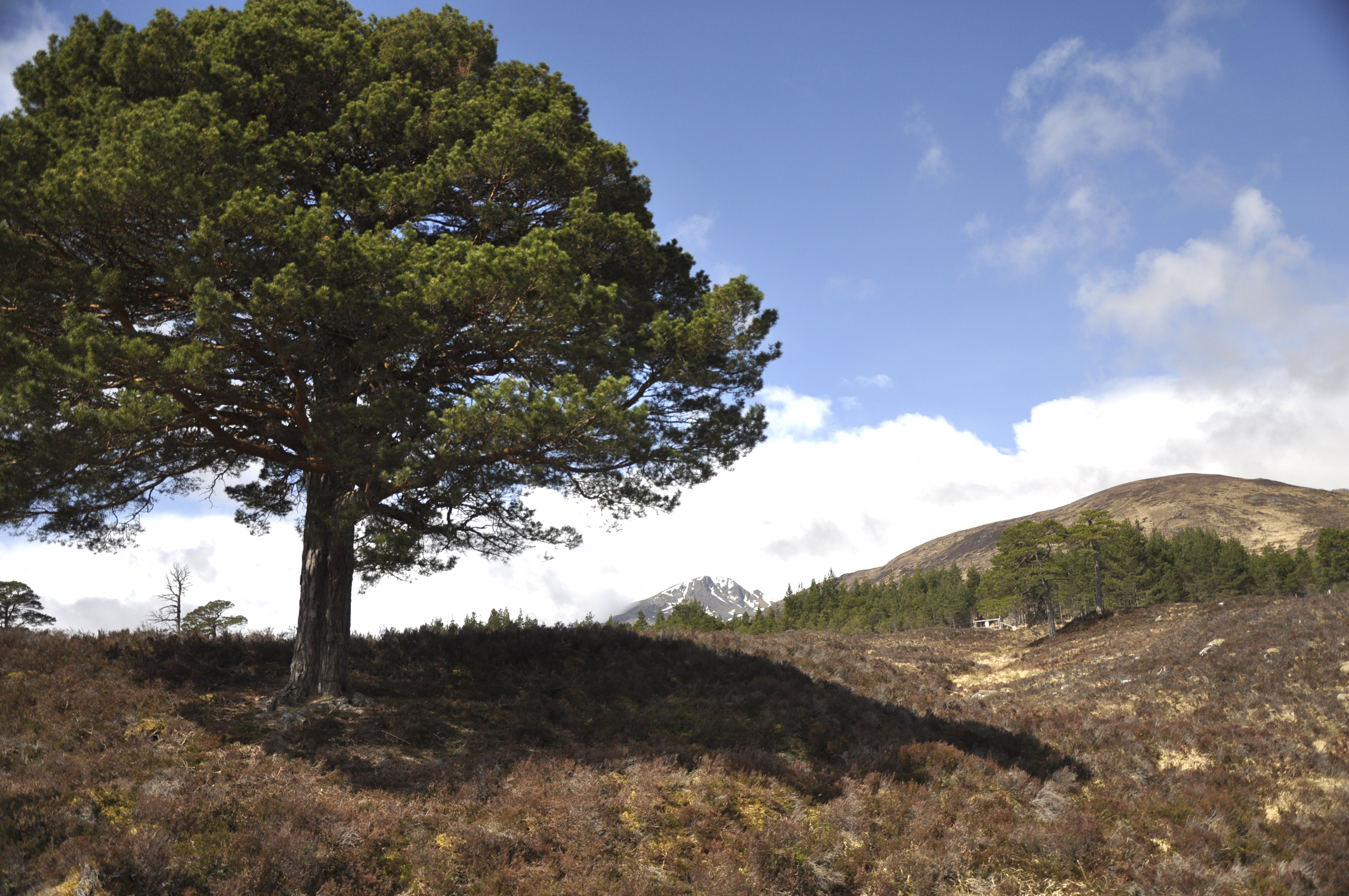
Glen Affric
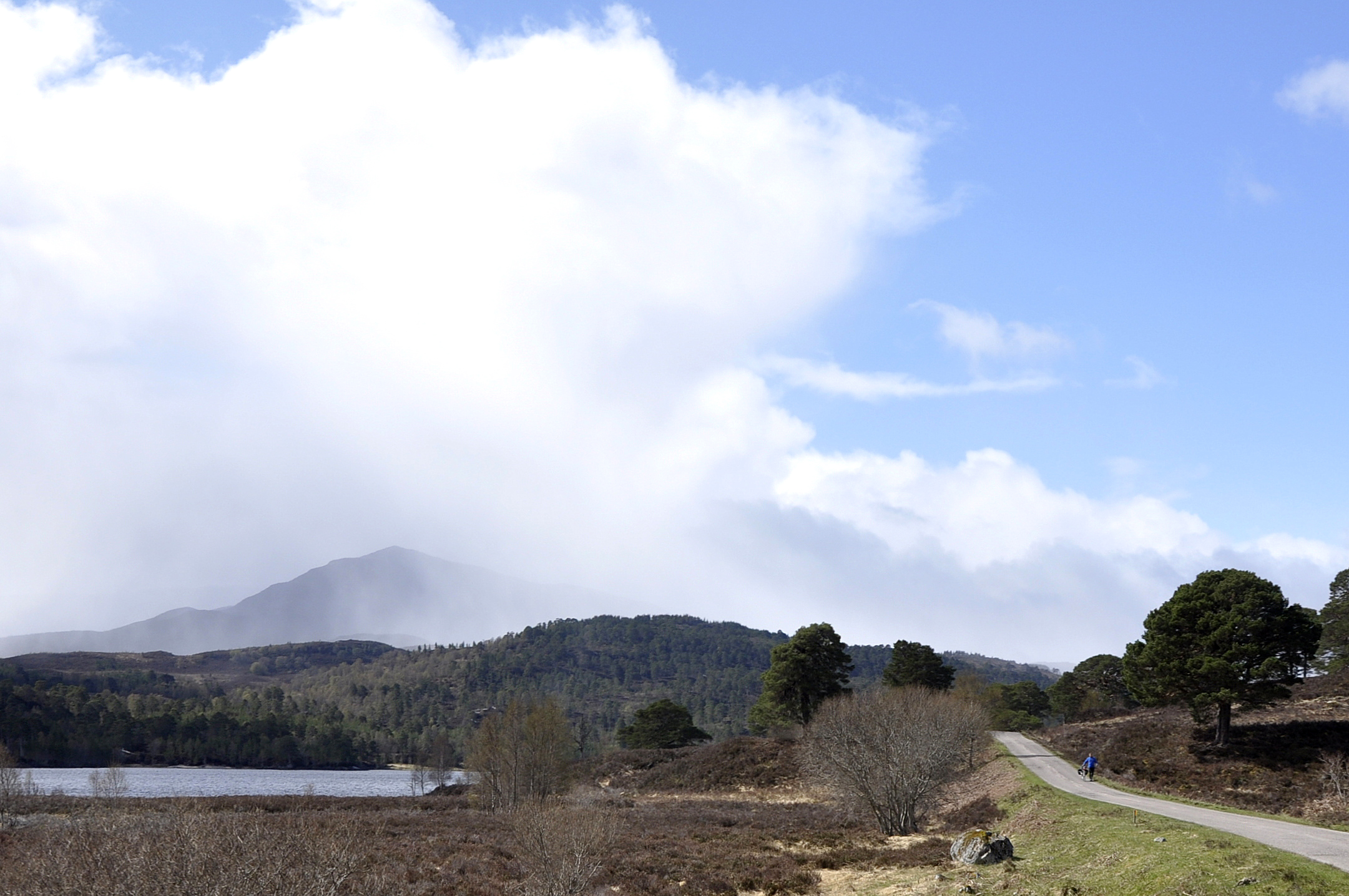
Loch Affric